# 商業周刊 (臺灣)
《商業周刊》（英語：Business Weekly），簡稱《商周》，是臺灣一本以財經相關報導為主要內容的週刊，在1987年發行，曾數次獲得金鼎獎及吳舜文新聞獎。
一九九四年出版由鄭浪平所著的「一九九五閏八月」，預言中共武力攻台的計畫，該書成為暢銷書。

## 爭議
2023年8月29日，商業周刊在社群媒體Facebook上盤點當時4名總統參選人（賴清德、柯文哲、侯友宜、郭台銘）對科技產業等政見做成圖文，用圖片方式張貼所提出的政見。但在唯獨在侯友宜的政見中，商周只在圖片寫上「......」，並在該張圖片內文留下「我們努力了」一句話，疑似影射侯友宜政見空泛，引起侯友宜競辦抗議，並要求商周小編道歉。
隔日，商業周刊在臉書發文解釋，初心只是希望台灣在拚經濟的時候，也要顧永續，因此商周先前也花了9個月的時間，做出專題報導「晶圓山及手機河」，並說明「我們也希望每一個總統參選人，都要對這件事提出主張，讓所有人更明白，所有選舉支票的背後，我們要共同付出什麼樣的代價。」

## 關係企業
- 城邦文化事業股份有限公司
- 尖端出版
- 痞客邦（Pixnet）
- 遊戲基地（Gamebase）

## 外部連結
- 商業周刊 (臺灣) （页面存档备份，存于）
- 商業知識庫 （页面存档备份，存于）
- 商業周刊的Facebook專頁